# Kaiserschmarrndrama
Kaiserschmarrndrama ist eine deutsche Kriminalkomödie aus dem Jahr 2021 von Ed Herzog mit Sebastian Bezzel und Simon Schwarz in den Hauptrollen. Es ist der siebte Teil der Heimatkrimi-Filmreihe um den Polizisten Franz Eberhofer nach den Romanen von Rita Falk, wobei die Vorlage schon der neunte Teil der Buchreihe ist. Die für den Sommer 2020 geplante Premiere wurde wegen der COVID-Maßnahmen mehrmals verschoben. Sie fand ein Jahr später beim Filmfest München statt, wo auch bereits die Vorgängerfilme der Reihe jeweils ihre Premiere feierten. Am 5. August 2021 kam der Krimi in die Kinos.

## Handlung
Der niederbayerische Provinzpolizist Franz Eberhofer ermittelt in zunächst einem, dann noch einem zweiten Mordfall, in denen Joggerinnen erschlagen im Wald aufgefunden wurden. Das erste Opfer, Mona, hat Stripshows im Internet angeboten, wobei einige von Eberhofers Bekanntschaften zu ihren Kunden zählten, was die Ermittlungen etwas delikat gestaltet. Wie sich herausstellt, wurde Mona von der tiefreligiösen Frau ihres Bruders, eines evangelischen Pfarrers, wegen ihres Lebenswandels zur Rede gestellt und dann im Affekt erschlagen; der zweite Mord wurde von einem als Zeuge vernommenen Kunden Monas an dessen Frau verübt.
Überdeckt wird die Kernhandlung von etlichen Nebensträngen, die teilweise mit der Ermittlungsarbeit heftig kollidieren:
- Rudi liegt nach einem schweren Autounfall (den er selbst verursacht hat, indem er Franz ins Steuer gegriffen hat) im Krankenhaus und terrorisiert dort das gesamte Personal. Obwohl seine Beine laut ärztlicher Auskunft wieder gesund sind, lässt er sich im Rollstuhl umherfahren und wird bei Franz einquartiert, der dafür gemeinsam mit Susi wieder sein altes Kinderzimmer belegen und sich vollzeitlich um Rudi kümmern muss.
- Franz’ Oma lässt für ihre zwei Enkelsöhne und deren Familien neben ihrem Hof ein Doppelhaus bauen, wovon Franz wenig begeistert ist, sein Vater aber noch sehr viel weniger. Er protestiert mit unterschiedlichen Aktionen gegen die „bourgeoise Gentrifizierung“ und verzögert den Bau. Am Ende des Films sorgt ein Streit zwischen Franz und Leopold sogar dafür, dass der betrunkene Leopold den Rohbau mit einem Radlader schwer beschädigt.
- Familienhund Ludwig baut sichtlich ab, doch Franz weigert sich, die Aussage der Tierärztin anzunehmen, dass dessen Uhr mit 14 Jahren einfach abgelaufen ist. Papa bringt Ludwig durch mit Hasch versetzte Fleischpflanzerl noch einmal kurz auf die Beine, doch dann stirbt der Hund einsam an einem seiner Lieblingsplätze, wo er von Franz tot aufgefunden wird. Anschließend bedient sich Rudi bei den Fleischpflanzerln und verwirrt den zweiten Mörder durch seine aufgedreht-alberne Stimmung.
- Polizei-Azubi Max Simmerl, Sohn des Metzgers, fällt durch mehrere ebenso diensteifrige wie ungeschickte Aktionen auf. Vor allem soll er einen etwas vorlauten Zeugen des ersten Mordes „in Gewahrsam nehmen“, setzt ihn mangels genauerer Instruktionen mit Handschellen im Heizungskeller fest und vergisst ihn dort zunächst.
- Flötzinger wird versehentlich Ehrenmitglied des Rockerclubs Born Rebles [sic!], einschließlich der entsprechenden Tätowierung.

## Produktion

### Dreharbeiten
Als Heimatort von Franz Eberhofer diente Frontenhausen. Weitere Drehorte waren Gangkofen, der Perlacher Forst und die Pathologie im Schwabinger Krankenhaus.

### Veröffentlichung
Der Kinostart in Deutschland war ursprünglich für den 13. August 2020 geplant. Aufgrund der COVID-19-Pandemie wurde er jedoch zunächst auf den 12. November 2020 und Ende Oktober 2020 auf einen unbestimmten Zeitpunkt verschoben. Nach der Premiere am 1. Juli 2021 beim Filmfest München startete der Film am 5. August 2021 in den Kinos.

## Trivia
Filmhund Joker, der Ludwig in den Eberhoferkrimis verkörpert hatte, starb im echten Leben am 28. Juni 2021 im Alter von rund acht Jahren an zwei aufgeplatzten Milztumoren.

## Rezeption
„Von Sebastian Bezzel lebt die Serie, seinem Lederjacken-Charme, seinem Bavarian Cool, der Mischung aus Frotzelei, Resignation und Tristesse. Immer wieder wird er leicht versetzt kadriert, von der Gemeinschaft der anderen weggerückt. Von allen Figuren der Kriminalliteratur ist sein Ermittler wohl der, der am meisten der Erlösung bedürfte.“

„[…] oft erinnert der Film nur an ein audivisuelles ‚Türl auf, Türl zu‘-Theater. Eines, das haarscharf am Trash vorbeischrammt. Das heißt nicht, dass die Kinowelt des Eberhofer sein Potenzial ausgeschöpft hat. Man müsste sich lediglich auf einen großen Konflikt, nicht zu viele kleine konzentrieren und ihn idealerweise auf der zweiten Ebene in einem Kriminalfall erzählen.“